# Liste der Monuments historiques in Fontaine-Denis-Nuisy
Die Liste der Monuments historiques in Fontaine-Denis-Nuisy führt die Monuments historiques in der französischen Gemeinde Fontaine-Denis-Nuisy auf.

## Liste der Immobilien
| Bezeichnung      | Beschreibung                                            | Standort                    | Kennzeichnung | Schutzstatus | Datum | Bild           |
| ---------------- | ------------------------------------------------------- | --------------------------- | ------------- | ------------ | ----- | -------------- |
| Dolmen von Nuisy | auch Les Pierres de Sainte-Geneviève; jungsteinzeitlich | südöstlich des Ortes (Lage) | PA00078712    | Classé       | 1889  | weitere Bilder |

## Liste der Objekte
| Bezeichnung                             | Beschreibung                                     | Standort                        | Kennzeichnung | Schutzstatus | Datum | Bild |
| --------------------------------------- | ------------------------------------------------ | ------------------------------- | ------------- | ------------ | ----- | ---- |
| Skulptur Heiliger Maurus                | Stein, 15. Jahrhundert                           | in der Kirche St-Quentin (Lage) | PM51002857    | Inscrit      | 1978  |      |
| Skulptur Heiliger Rochus                | Holz, farbig gefasst, 17. Jahrhundert            | in der Kirche St-Quentin (Lage) | PM51002855    | Inscrit      | 1978  |      |
| Skulptur Heilige Genoveva               | Stein, 15. Jahrhundert                           | in der Kirche St-Quentin (Lage) | PM51002858    | Inscrit      | 1978  |      |
| Altar                                   | Altartisch und Tabernakel; Holz, 18. Jahrhundert | in der Kirche St-Quentin (Lage) | PM51002859    | Inscrit      | 1978  |      |
| Taufbecken                              | Stein, 12. Jahrhundert                           | in der Kirche St-Quentin (Lage) | PM51003687    | Inscrit      | 2017  |      |
| Wandgemälde Jüngstes Gericht            | aus dem 14. Jahrhundert                          | in der Kirche St-Quentin (Lage) | PM51000430    | Classé       | 1955  |      |
| Wandgemälde Heiliger Antonius von Padua | aus dem 14. Jahrhundert                          | in der Kirche St-Quentin (Lage) | PM51001503    | Classé       | 1955  |      |
| Skulptur Heiliger Laurentius            | Stein, 15. Jahrhundert                           | in der Kirche St-Quentin (Lage) | PM51002856    | Inscrit      | 1978  |      |
| Lesepult                                | Holz, 18. Jahrhundert                            | in der Kirche St-Quentin (Lage) | PM51002860    | Inscrit      | 1978  |      |